# Helena Norberg-Hodge
Helena Norberg-Hodge (februari 1946) is een Zweeds schrijver en filmproducent. Zij is de oprichter en directeur van Local Futures, voorheen bekend als de International Society for Ecology and Culture (ISEC). Local Futures is een non-profitorganisatie gewijd aan de revitalisering van de culturele en biologische diversiteit, en de wereldwijde versterking van lokale gemeenschappen en economieën."

## Leven en werk
Norberg-Hodge werd opgeleid in Zweden, Duitsland, Oostenrijk, Engeland en de Verenigde Staten. Ze is gespecialiseerd in taalkunde, waaronder studies op doctoraalniveau aan de Universiteit van Londen en aan het MIT bij Noam Chomsky. Ze spreekt zeven talen vloeiend, en woonde in en bestudeerde tal van culturen met een verschillende mate van industrialisatie. Ladakh had de grootste invloed op haar wereldbeeld.
Zij is de auteur van Ancient Futures (1991), een boek over traditie en verandering in Ladakh. Als uitgesproken criticus van de economische globalisering was ze in 1994 een van de oprichters van het International Forum on Globalization (IFG). Ze is een toonaangevend voorstander van lokalisering als tegengif tegen de problemen die het gevolg zijn van de globalisering, en oprichter van de International Alliance for Localization (IAL) in 2014.
Norberg-Hodge produceerde en co-regisseerde de bekroonde documentaire The Economics of Happiness (2011), die haar argumenten tegen de economische globalisering en voor lokalisering toelicht.

### Ladakh
Ladakh is een afgelegen gebied op het Tibetaanse Hoogland. Hoewel het politiek deel uitmaakt van India, heeft het op cultureel gebied meer gemeen met Tibet. Omdat het grenst aan China en Pakistan, landen waarmee India gespannen verhoudingen en frequente grensgeschillen heeft, heeft de Indiase regering Ladakh grotendeels afgesloten gehouden van de buitenwereld. Pas in 1962 werd de eerste weg aangelegd over de bergpassen die de regio scheiden van de rest van India, en zelfs daarna was de regio verboden terrein voor iedereen behalve het Indiase leger. In 1975 besloot de Indiase regering Ladakh open te stellen voor toerisme en 'ontwikkeling', en Norberg-Hodge was een van de eerste westerlingen die de regio bezochten, toen ze als vertaler een Duitse filmploeg begeleidde.
In een interview met de Indiase website Infochange vertelde ze dat de cultuur die ze die eerste jaren zag, veel positiefs had, maar al snel werd vernietigd onder invloed van externe economische krachten.
In 1978 stichtte Norberg-Hodge het Ladakh Project, waarvan Local Futures nu de moederorganisatie is. Het project is bedoeld om tegenwicht te geven aan het rooskleurige beeld van het leven in de stedelijke consumentencultuur, en om mensen weer respect voor de traditionele cultuur bij te brengen. Ze hielp ook bij de oprichting van verschillende inheemse NGO's in Ladakh, waaronder de Vrouwenalliantie van Ladakh (WAL), de Ladakh milieu- en gezondheidsorganisatie (LEHO), en de Ladakh ecologische ontwikkelingsgroep (LEDeG). LEDeG heeft een breed scala aan kleinschalige technologische voorzieningen ontworpen, gebouwd en geïnstalleerd, zoals zonneboilers, fornuizen, passieve verwarming en kassen.

### Ancient Futures
Ancient Futures: Learning from Ladakh (Sierra Club, 1991) is gebaseerd op Norberg-Hodges ervaringen in Ladakhs traditionele cultuur en de effecten van conventionele ontwikkeling. Het boek werd zeer goed ontvangen, en wordt nog steeds herdrukt. Het werd door de London Times beschreven als een "inspirerende klassieker", en door de auteur Susan Griffin als "een van de belangrijkste boeken van onze tijd". Het is vertaald in meer dan veertig talen.

## Onderscheidingen
In 1986 werden Norberg-Hodge en LEDeG onderscheiden met de Right Livelihood Award (ook wel bekend als de 'Alternatieve Nobelprijs') als erkenning voor hun inspanningen.
In 1993 noemde het Earth Journal Norberg-Hodge een van de 'tien interessantste environmentalisten' ter wereld. Haar werk was onderwerp van meer dan 250 artikelen. In Carl McDaniel's boek Wisdom for a Liveable Planet (Trinity University Press, 2005), werd zij beschreven als een van de acht visionaire mensen die de hedendaagse wereld veranderen.
Op 25 november 2012 ontving zij de Goi Peace Award van de Japanse Goi Peace Foundation, "als erkenning voor haar pionierswerk in de nieuwe economische beweging om een duurzamer en billijker wereld te helpen creëren."